# Riikajärvet (Gällivare socken, Lappland, 748927-174001)
Riikajärvet är en sjö i Gällivare kommun i Lappland och ingår i Kalixälvens huvudavrinningsområde. Sjön har en area på 0,1 kvadratkilometer och ligger 365,6 meter över havet. Riikajärvet ligger i Puolva Natura 2000-område.

## Delavrinningsområde
Riikajärvet ingår i det delavrinningsområde (748938-173983) som SMHI kallar för Utloppet av Riikajärvet. Medelhöjden är 371 meter över havet och ytan är 0,3 kvadratkilometer. Räknas de 2 avrinningsområdena uppströms in blir den ackumulerade arean 1,84 kvadratkilometer. Vattendraget som avvattnar avrinningsområdet har biflödesordning 5, vilket innebär att vattnet flödar genom totalt 5 vattendrag innan det når havet efter 225 kilometer. Avrinningsområdet består mestadels av skog (67 procent). Avrinningsområdet har 0,1 kvadratkilometer vattenytor vilket ger det en sjöprocent på 33,1 procent.